# Kürthy Lajos (főispán)
Fajkürthi és kolthai báró Kürthy Lajos (Komárom, 1852. november 17. – Budapest, 1921. szeptember 10.), földbirtokos, felvidéki főispán, kijelölt miniszter.

## Élete
Apja Kürthy István (1820–1898), az 1848–49-es forradalom és szabadságharc idején a Bocskai-huszárok ezredese, 1872-ben országgyűlési képviselő, anyja jagoszellói Greguss Mária Zsófia (1824-1889).
A császári és királyi kamarás címmel rendelkező, bárói címet elért Kürthy Lajos 1890-ig Komárom megye főjegyzője, majd liptó megyei (1890–1900) és – részben ezzel egyidejűleg – árva megyei (1896–1900) főispán. 1901-től Zólyom és Turóc vármegye főispánja.
1918. október 30-án Hadik János őt kérte fel a közélelmezési tárca vezetésére, azonban nem került kinevezésre, mivel az őszirózsás forradalom másnapi kitörése miatt a Hadik-kormány már nem tudott megalakulni.
1890. november 18-án Bécsben kötött házasságot vásonkői Zichy Ludovika Huberta Mária Georgine grófnővel, aki kétévnyi házasság után, nyolc hónapos kisfiát árván hagyva elhunyt. Fiuk, László Mária nem volt hosszú életű, 21 éves kort ért csak meg (1891–1912). A koltai Szűz-Mária-templomban lévő családi kriptában nyugszik.

## Elismerései
Számos kitüntetés, köztük a Szent István-rend kiskeresztjének tulajdonosa (1916).